# Boeing KC-135 Stratotanker

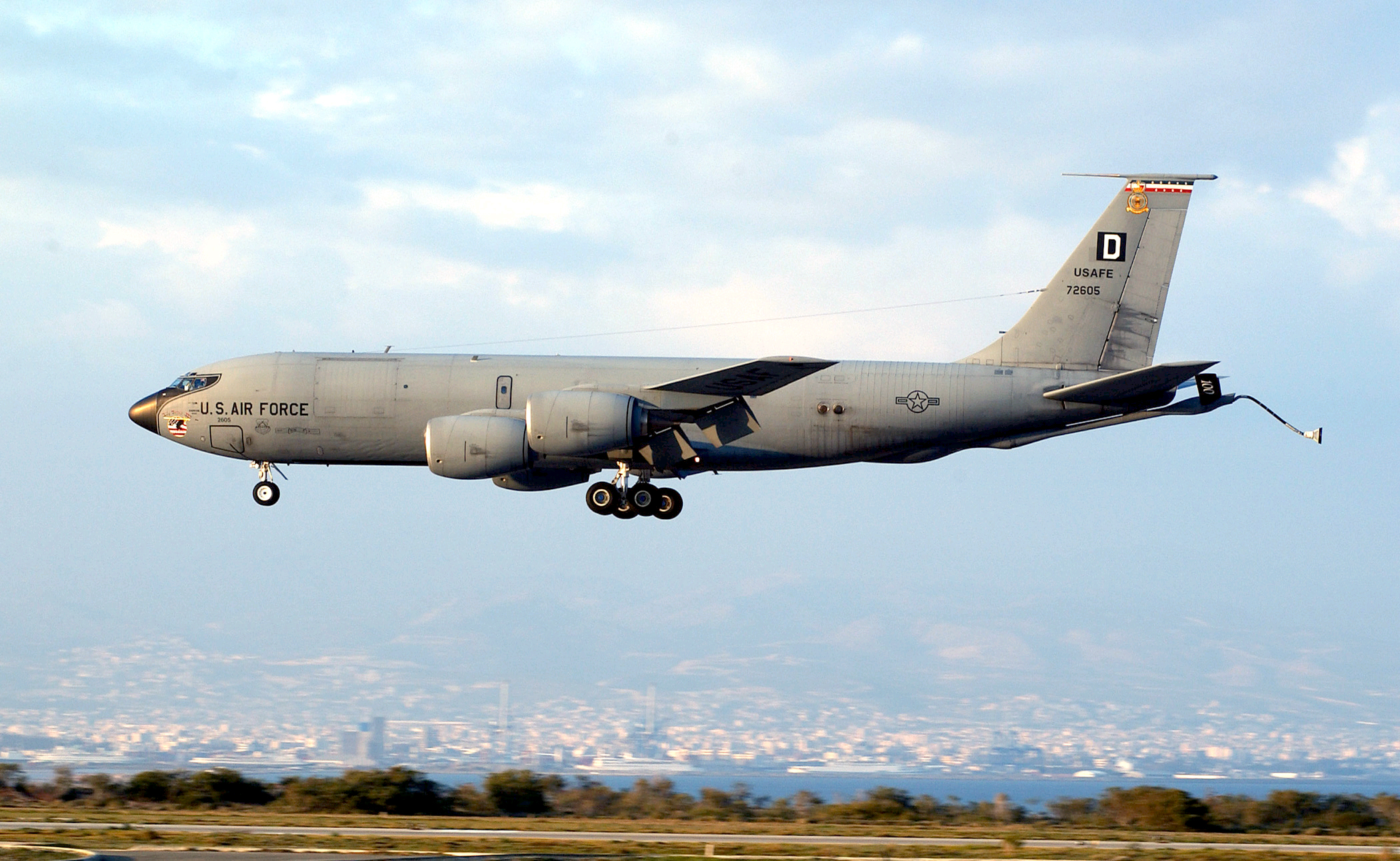
KC-135

KC-135 Stratotanker – amerykańska latająca cysterna powstała na bazie modelu Boeing 367-80. Służy w USAF od 1957.

## Historia

### Geneza
26 marca 1946 roku powstało Strategic Air Command (SAC) amerykańskie dowództwo grupujące strategiczne bombowce, których zadaniem w przypadku potencjalnego konfliktu było wykonanie jądrowego uderzenia na dowolny cel na Ziemi. Jednak, aby zrealizować zadanie, maszyny B-29, Boeing B-50 Superfortress i Convair B-36, które na początku istnienia SAC znajdowały się na jej wyposażeniu, pomimo bardzo dużego zasięgu musiały uzupełnić paliwo w locie. 12 lipca 1948 roku SAC powołał do życia jednostkę 43rd Air Refueling Squadron a 19 lipca tego samego roku 509th Air Refueling Squadron. Były to pierwsze w United States Air Force eskadry samolotów-tankowców. W ich skład weszły specjalnie do tego celu przebudowane maszyny B-29, oznaczone jako KB-29M. Bombowce przystosowane do pobierania paliwa w locie, oznaczono jako B-29MR. W sumie SAC zlecił zmodyfikowanie do wersji KB-29M 92 samolotów i 76 maszyn do wersji B-29MR. 17 grudnia 1947 roku do swojego dziewiczego lotu wzbił się bombowiec Boeing B-47 Stratojet, który stał się podstawową siłą uderzeniową SAC. Jego głównym zadaniem był atak na Związek Radziecki w przypadku, kiedy zimna wojna zamieniłaby się w wojnę gorącą. Tłokowe KB-29P nie nadawały się jednak do współpracy z napędzanymi sześcioma silnikami turboodrzutowymi B-47. Silniki odrzutowe pochłaniały ogromne ilości paliwa, różnica prędkości pomiędzy obydwiema maszynami była za duża, jak również odrzutowe bombowce operowały na dużo większej wysokości, niż tłokowe tankowce. Sytuacji nie poprawiło również wprowadzenie do linii w latach 50. tankowców KC-97 – maszyn opartych na płatowcu transportowego Boeinga C-97 Stratofreightera, które również napędzane były silnikami tłokowymi. Pierwszy z nich znalazł się na wyposażeniu 306th Air Refueling Squadron 14 lipca 1951 roku. Łącznie SAC otrzymał 811 egzemplarzy wszystkich wersji KC-97. Również wprowadzenie do użycia wersji KC-97L z dwoma podwieszonymi pod skrzydłami silnikami odrzutowymi J47, dzięki którym wzrosła prędkość tankowca, nie rozwiązywało wszystkich problemów. W 1955 roku SAC otrzymała pierwsze ośmiosilnikowe bombowce Boeing B-52 Stratofortress. Samoloty, w których projekcie uwzględniono atakowanie celów w Związku Radzieckim według profilu lotu z tankowaniem w powietrzu. Pobieranie paliwa przez B-52 z KC-97 zmuszało jednak bombowiec do obniżenia pułapu, a sama procedura tankowania przebiegała z wypuszczonym podwoziem i wysuniętymi klapami B-52, który dzięki temu mógł utrzymać się na zadanej wysokości z minimalną sterownością. Po zatankowaniu B-52 ponownie wzbijał się na pułap przelotowy, wykorzystując do tego właśnie co pobrane paliwo. W zaistniałej sytuacji stało się jasne, że aby w pełni wykorzystać potencjał nowych maszyn bombowych, potrzebne są latające cysterny z napędem odrzutowym, latające na pułapie operacyjnym bombowców i nieodbiegające od nich prędkością.

### Projekt
Prace nad nowym samolotem pasażerskim z napędem odrzutowym Boeing rozpoczął w 1946 roku myśląc jednocześnie o zastosowaniu cywilnym, jak również o wprowadzeniu maszyny na rynek wojskowy. Pierwszy projekt, z 1947 roku oznaczony jako Model 473-1 bazował na konstrukcji B-47. Maszyna miała być napędzana dwoma silnikami Rolls-Royce Nene i być zdolna do przewozu 27 pasażerów. Kolejne ewolucje poprzez Model 473-30 i 473-60 nie przyniosły zadowalających rezultatów i maszyna wywodząca się z projektu B-47 zakończyła swój żywot na deskach kreślarskich. Oficjalną przyczyną takiego stanu rzeczy był brak zainteresowania ze strony linii lotniczych nowym pasażerskim samolotem i to z tak nowatorskim napędem jakim był silnik odrzutowy (de Havilland Comet, pierwszy pasażerski odrzutowiec wszedł do służby w 1952 roku). Drugim, potencjalnym bazowym samolotem, na którym konstruktorzy Boeinga mogli oprzeć projekt nowego samolotu z napędem odrzutowym, był Boeing C-97 Stratofreighter, czyli Boeing Model 367. Jako że równolegle trwały prace nad bombowcem B-52, Boeing zaproponował odrzutową wersje Modelu 367 jako przyszłego tankowca współpracującego z B-52. Taka również propozycja została przedstawiona US Air Force. Siły powietrzne odrzuciły takie rozwiązanie 17 sierpnia 1951 roku. W zaistniałej sytuacji, w której na rynku cywilnym dominowały bardzo dobre samoloty z napędem tłokowym, a siły powietrzne nie chciały finansować budowy nowego tankowca (aczkolwiek w Boeingu doskonale zdawano sobie sprawę, że w najbliższym czasie US Air Force będzie zmuszony do nabycia latających cystern z napędem odrzutowym), William M. Allen, szef Boeinga, podjął brzemienną w skutkach decyzję. 26 marca 1952 roku rozesłał zapytanie do szefów poszczególnych działów firmy o możliwość zaprojektowania i zbudowania w przeciągu dwóch lat, całkowicie nowego samolotu i to na bazie własnych środków finansowych. Pozytywna odpowiedź pozwoliła 22 kwietnia 1952 roku radzie dyrektorów zatwierdzić finansowanie w kwocie 15 mln dolarów (zaraz po spotkaniu dodano kolejny milion) i budowę prototypu. Oficjalne informacje ze strony Boeinga mówiły, iż nowa maszyna będzie daleko posuniętą modernizacją samolotu Boeing C-97 Stratofreighter, czyli Modelu 367. I tak również miała sugerować nazwa nowego projektu, Model 367-80 (używana była również nazwa Project X). W rzeczywistości był to całkowicie nowy samolot, w którego projekcie uwzględniono nowatorskie, jak na czasy w których powstawał, rozwiązania. Maszyna miała być napędzana czterema silnikami odrzutowymi Pratt & Whitney J57 (takich samych użyto w B-52) umieszczonymi pod skrzydłami, każdy w oddzielnej gondoli (w przypadku awarii jednego z nich, ryzyko uszkodzenia kolejnego było minimalne w odróżnieniu od B-47 i B-52 gdzie silniki umieszczone były po dwa w jednej gondoli, aczkolwiek opcja zawieszenia na jednym pylonie dwóch silników wzorem B-47 była rozważana). Maszyna miała skośne skrzydła z bogatą mechanizacją. Zakładano duże możliwości modernizacyjne i podatność na modyfikacje. Nowy samolot miał być zaoferowany cywilnym przewoźnikom, jak również siłom powietrznym jako samolot transportowy i latająca cysterna. W ramach oszczędności wybudowano jeden prototyp, który miał posłużyć do testów zarówno wersji cywilnej, jak również wojskowej. Budowę nowej maszyny rozpoczęto w październiku 1952 roku a już dwa lata później, 15 maja 1954 roku gotowy prototyp, znany nieoficjalnie jako Dash 80, wytoczono po raz pierwszy z hangaru montażowego (roll-out). Maszyna otrzymała dwie nazwy oficjalne: Stratoliner dla wersji cywilnej i Stratotanker dla wersji wojskowej. Do swojego dziewiczego lotu wzbiła się 15 lipca 1954 roku.

### Konkurs
Pomimo tego iż US Air Force nie było zaangażowane w prace projektowe Boeinga to jednak z uwagą przyglądały się nowej konstrukcji. O zainteresowanie zadbała również sama firma, która w marcu 1954 roku ogłosiła, iż nowa maszyna będzie idealnie nadawała się do roli tankowca i samolotu transportowego, spełniając wymagania względem prędkości i wysokości lotu stawiane przez SAC. Produktem Boeinga interesował się również TAC, oczekując samolotu z trzema punktami do tankowania z przewodami elastycznymi, jednak to wymagania strategicznych bombowców były priorytetem, a tym samym zastosowanie sztywnego przewodu. W listopadzie 1953 roku generał Curtis LeMay, głównodowodzący SAC, ogłosił, że w kolejnym roku finansowym SAC zakupi 200 latających cystern. 30 listopada 1953 roku Air Research and Development Command zwróciło się z prośbą do Wright Air Development Center o określenie pożądanych cech jakimi powinien charakteryzować się nowy tankowiec. 5 maja 1954 roku ogłoszono wymagania a 18 czerwca tego samego roku oficjalnie zaproszono do prac nad odrzutowym samolotem transportowym/latającą cysterną firmy Boeing, Convair, Douglas, Fairchild, Lockheed i Martin. Pomimo tego, iż wybór nowej maszyny miał charakter konkursu to jedna bardzo szybko pojawiły się plotki, że to Boeing i jego samolot ma pełne poparcie generała LeMay i jest głównym kandydatem do zwycięstwa. Plotki były na tyle poważne, że pod koniec czerwca siły powietrzne wydały komunikat, iż nie ma mowy o tym aby dokonano już wyboru samolotu Boeinga za plecami pozostałych uczestników konkursu, którego reguły będą w pełni respektowane. Pomimo oficjalnych zapewnień to Boeing był w najlepszej sytuacji. Pozostałe biorące udział w konkursie firmy dopiero rozpoczynały prace projektowe a samolot Boeinga już latał. Dash 80 zaopatrzony w atrapę sztywnego przewodu wykonał serię lotów z B-52, w których badano możliwości tankowania i określano procedury jakie muszą zostać spełnione aby bezpiecznie przeprowadzić cały manewr. 30 lipca 1954 roku Air Research and Development Command zaleciło (przy pełnym poparciu LeMaya) zakup 70 – 100 egzemplarzy samolotu Boeinga, oznaczonego jako 367-138B, a następnie jako Model 717, który zapewni SAC dostęp do odrzutowych tankowców w okresie przejściowym do czasu wyłonienia zwycięzcy konkursu. Kilka dni później, 3 sierpnia US Ai Force podjęło oficjalną decyzje o zakupie „przejściowych” tankowców a 5 sierpnia sekretarz sił powietrznych (United States Secretary of the Air Force) Harold E. Talbott uściślił, iż chodzi o zakupu 29 maszyn Boeinga. Pod koniec sierpnia siły powietrzne ogłosiły zamiar zakupu kolejnych 88 samolotów Boeinga.
Zamiar zakupu kolejnych 88 maszyn został zaaprobowany przez Roberta B. Andersona, zastępcę Sekretarza Obrony (United States Deputy Secretary of Defense). Decyzję, pomimo oporów, zatwierdził również sekretarz obrony, Charles E. Wilson. Tymczasem w lutym 1955 roku sekretarz sił powietrznych ogłosił, iż zwycięzcą w konkursie na nowy, odrzutowy tankowiec została konstrukcja Lockheeda. Przyznano również Lockheedowi pieniądze na budowę prototypu nowej maszyny oraz zaaprobowano zakup kolejnych „przejściowych” 169 maszyn Boeinga. Sił powietrznych nie stać było na równoległe użytkowanie dwóch typów maszyn pełniących te same zadania. Zawirowania wokół konkursu i działania US Air Force spotkały się z krytyką ze strony United States House Committee on Appropriations, organu Kongresu Stanów Zjednoczonych zajmującego się kontrolą wydatków. Siły Powietrzne broniły swojej decyzji kładąc akcent na szybszą dostępność samolotu Boeinga niż pozostającej jeszcze na deskach kreślarskich konstrukcji Lockheeda.

## Zamówienia
Po trwających rok negocjacjach pomiędzy Boeingiem a US Air Force, 30 sierpnia 1955 roku zatwierdzono kontrakt AF 33(600)-28410, w którym znalazły się pieniądze na zakup pierwszych 29 maszyn. Poza zakupem, umowa obejmowała swoim finansowaniem między innymi również budowę prototypu i jego testy, badania tunelowe i szkolenie personelu. 5 czerwca 1956 roku podpisano kolejny kontrakt AF 33(600)-31525, tym razem obejmujący zakup następnych 69 maszyn. W sumie US Air Force podpisały dziesięć kontraktów z firmą Boeing na łączną liczbę 810 maszyn, z czego dostarczono 732 samoloty.